# Copa del Rey de balonmano 2009
La Copa del Rey de balonmano 2009 fue la edición XXXIV del campeonato estatal de la Copa de S.M. El Rey y se celebró en Granollers (Barcelona) entre el 11 y 15 de marzo de 2009. 
Tienen derecho a jugarla los ocho primeros equipos de la Liga Asobal 2008-09 al finalizar la primera vuelta. En el supuesto de que el equipo de la Liga Asobal 2008-09 de la ciudad organizadora no esté dentro de los ocho primeros equipos clasificados al final de la primera vuelta del Campeonato de Liga, participarán en esta competición los siete primeros equipos clasificados al final de la primera vuelta del Campeonato de Liga junto con el equipo de la ciudad organizadora.
El equipo que se gane la competición, tendrá el derecho a participar en la Recopa de Europa de la temporada 2009/2010. Si este equipo ya estuviera clasificado para ella, este derecho corresponderá al subcampeón de la Copa de "S.M. El Rey". Si ambos equipos lo estuvieran, este derecho correspondería al equipo mejor clasificado en la Liga Asobal 2008-09, sin estar clasificado.
Los equipos clasificados fueron: BM Ciudad Real, Portland San Antonio, Reale Ademar León, F. C. Barcelona Borges, CAI Aragón, Pevafersa Valladolid, Octavio Pilotes Posada y Fraikin BM Granollers.
Este Campeonato se jugó por eliminatoria a partido único, en cuartos de final, semifinal y final. El emparejamiento de los equipos para cuartos de final y semifinales se realizó mediante un sorteo, que tuvo dos cabezas de serie, que fueron los dos primeros equipos clasificados al final de la primera vuelta de la Liga Asobal 2008-09.
No hubo encuentro para determinar el 3º y 4º puesto.
El resultado de la competición fue el siguiente:
|  | Cuartos de final       | Cuartos de final |                      |                       | Semifinales | Semifinales |  |                       | Final       | Final       |  |
|  | 11 y 12 de marzo       | 11 y 12 de marzo |                      |                       | 14 de marzo | 14 de marzo |  |                       | 15 de marzo | 15 de marzo |  |
|  |                        |                  |                      |                       |             |             |  |                       |             |             |  |
|  |                        |                  |                      |                       |             |             |  |                       |             |             |  |
|  | F.C. Barcelona Borges  | 30               |                      |                       |             |             |  |                       |             |             |  |
|  | F.C. Barcelona Borges  | 30               |                      |                       |             |             |  |                       |             |             |  |
|  | Fraikin BM Granollers  | 25               |                      |                       |             |             |  |                       |             |             |  |
|  | Fraikin BM Granollers  | 25               |                      | F.C. Barcelona Borges | 35          |             |  |                       |             |             |  |
|  |                        |                  |                      | F.C. Barcelona Borges | 35          |             |  |                       |             |             |  |
|  |                        |                  | Portland San Antonio | 26                    |             |             |  |                       |             |             |  |
|  | Portland San Antonio   | 32               | Portland San Antonio | 26                    |             |             |  |                       |             |             |  |
|  | Portland San Antonio   | 32               |                      |                       |             |             |  |                       |             |             |  |
|  | Pevafersa Valladolid   | 30               |                      |                       |             |             |  |                       |             |             |  |
|  | Pevafersa Valladolid   | 30               |                      |                       |             |             |  | F.C. Barcelona Borges | 29          |             |  |
|  |                        |                  |                      |                       |             |             |  | F.C. Barcelona Borges | 29          |             |  |
|  |                        |                  | BM Ciudad Real       | 26                    |             |             |  |                       |             |             |  |
|  | Octavio Pilotes Posada | 34               | BM Ciudad Real       | 26                    |             |             |  |                       |             |             |  |
|  | Octavio Pilotes Posada | 34               |                      |                       |             |             |  |                       |             |             |  |
|  | Balonmano Aragón       | 36               |                      |                       |             |             |  |                       |             |             |  |
|  | Balonmano Aragón       | 36               |                      | CAI Aragón            | 29          |             |  |                       |             |             |  |
|  |                        |                  |                      | CAI Aragón            | 29          |             |  |                       |             |             |  |
|  |                        |                  | BM Ciudad Real       | 33                    |             |             |  |                       |             |             |  |
|  | Reale Ademar León      | 28               | BM Ciudad Real       | 33                    |             |             |  |                       |             |             |  |
|  | Reale Ademar León      | 28               |                      |                       |             |             |  |                       |             |             |  |
|  | BM Ciudad Real         | 32               |                      |                       |             |             |  |                       |             |             |  |
|  | BM Ciudad Real         | 32               |                      |                       |             |             |  |                       |             |             |  |
|  |                        |                  |                      |                       |             |             |  |                       |             |             |  |

| Cataluña                                  |
| Campeón F.C. Barcelona Borges 16.º título |